# Paranerita basirubra
Paranerita basirubra là một loài bướm đêm thuộc phân họ Arctiinae, họ Erebidae.